# قرية الرواشدة (بلاد الروس)

تعديل مصدري - تعديل

قرية الرواشدة هي إحدى قرى عزلة ربع العبس بمديرية بلاد الروس التابعة لمحافظة صنعاء، بلغ تعداد سكانها 178 نسمة حسب تعداد اليمن لعام 2004.